# おりおん☆
おりおん☆は、かつて存在した日本のケータイ小説サイト。出版業のゴマブックス、モバイルコンテンツ事業の株式会社JPSが共同で運営していた。ケータイ小説の投稿や閲覧を目的としていた。
史上最大規模のケータイ小説コンテストである、おりおん☆小説大賞を主催し、賞金は1,000万円だった。
2013年6月5日にスマートフォン対応。
2014年2月1日にサイト名を｢おりおん☆/BS｣に変更。